# DisneyMania 3 in Concert
Este é o segundo e por enquanto último DVD ao vivo do DisneyMania.

## Setlist
- "Under the Sea" - Raven Symoné (Original do Filme The Little Mermaid)
- Introdução
- Bem-Vinda Raven
- "Grazin' in the Grass" - Raven-Symoné (Original do Filme Lion King 1½)
- No estúdio com Raven Symoné em "Under the Sea"
- "It's a Small World" - Fan 3 (Original de 1964 New York World's Fair/Disneyland Attraction, It's a Small World)
- "A Dream is a Wish Your Heart Makes" - Kimberly Locke (original do Filme Cinderella)
- "8th World Wonder" - Kimberly Locke
- "Kiss the Girl" - Vitamin C (Original do Filme The Little Mermaid)
- No estúdio com Lalaine em "Cruella De Vil"
- "Cruella De Vil" - Lalaine (Original do Filme 101 Dalmatians)
- No estúdio com Skye Sweetnam em "Part of Your World"
- No estúdio com Christy Carlson Romano em "Colors of the Wind"
- "Colors of the Wind" - Christy Carlson Romano (Original do Filme Pocahontas)
- "Strangers Like Me" - Everlife (Original do Filme Tarzan)
- "Dive In" - Christy Carlson Romano
- No estúdio com Aly & AJ em "Zip-a-Dee-Doo-Dah"
- "Zip-A-Dee-Doo-Dah" - Aly & AJ (Original do Filme Song of the South)
- No estúdio com as The Cheetah Girls em "I Won't Say (I'm in Love)"
- "I Won't Say (I'm in Love)" - The Cheetah Girls (Original do Filme Hercules)